# András Arató
András István Arató, född den 11 juli 1945, är en ungersk pensionerad ingenjör och modell. Han är mest känd som ansiktet bakom internetmemet Hide the Pain Harold.

## Bakgrund och privatliv
Arató är född i staden Kőszeg år 1945 då Ungern  fortfarande var ett kungarike. Han är en utbildad elingenjör och utexaminerades från Budapests tekniska och ekonomiska universitet år 1969. Han jobbade med lampor och ljus fram till sin pension.
Arató är gift med Gabriella Andrásné Arató. Paret har ett barn.
Populariteten har påverkat Arató mestadels positivt och enligt honom har han fått ny kraft i livet sedan han började arbeta som modell och möta unga som vill intervjua och ta bilder med honom. År 2020 deltog Arató också i den ungerska versionen av Masked Singer, där hans karaktär var ett grönt monster.

## Hide the Pain Harold-memet
År 2008 kontaktades Arató av en professionell fotograf som såg semesterbilder som Arató hade laddat upp på sociala medier. Enligt Arató själv var det spännande men också intressant att tänka sig som modell och han samtyckte till bildbyråns provfotografering.
Arató anmälde sig som modell. Internetanvändare fäste uppmärksamheten på hans ansiktsuttryck, som såg ut som han försöker dölja att han är ledsen eller obekväm trots att han ler. Det gjordes ett tiotal olika internetmemes, med Aratós ansikte som grund, som snabbt blev populära på internet. När Arató först hörde om memen började han ångra sitt beslut att bli modell. Han försökte hålla sig privat i fem år men ändrade sig sedan och ville sedan engagera sig. Arató har berättat att eftersom han inte kan ta bort memen, måste han ha dem med sig i sitt liv. Hans hustru har gått igenom en likadan process.
Karaktären Harold  har visat sig vara en lockande affärsidé och Arató reser runt i världen och uppträder i olika evenemang och som talare. De mest elaka memen om honom har försvunnit nästan helt och Arató själv tycker att det beror på att man har sett den riktiga personen bakom memet.
Trots hans ansiktsuttryck, som har tolkats som sorgligt, har Arató sagt att han inte har några större problem som han skulle behöva dölja.